# Bentley Continental Supersports Convertible
De Bentley Continental Supersports Convertible is de toekomstige snelste en krachtigste cabriolet van Bentley ooit. De auto wordt voor het eerst getoond op de Autosalon van Genève in maart 2010. Inmiddels is de auto al op de Nederlandse markt verschenen.
Het opvallende aan deze auto is dat de auto op bio-ethanol rijdt, een brandstof die vrij weinig gebruikt wordt. Dat de auto op bio-brandstof rijdt, betekent niet direct dat de auto zuinig is. Het gemiddeld verbruik is 16,7 liter per 100 km en de gemiddelde CO2-uitstoot bedraagt 388 gram per km.